# Quan Âm Thị Kính (truyện thơ)
Quan Âm Thị Kính là tên thông tục một sử thi Hán Nôm ba hồi xuất hiện hậu kỳ trung đại, có sức ảnh hưởng nhất định tới nền nghệ thuật sân khấu Việt Nam hiện đại. Đây cũng là tác phẩm có lượng tục bản và chuyển thể chỉ lớn sau Truyện Kiều.

## Lịch sử

### Tác giả
Từ lâu Quan Âm Thị Kính được coi là của tác giả "khuyết danh", nhưng hiện có hai giả thuyết:
- Theo nghiên cứu của Hoa Bằng, thì tác giả của truyện thơ này là Nguyễn Cấp (? - ?), một nhà văn sống vào nửa đầu thế kỷ 19. Ông là người ở thôn Thượng, xã Nguyên Khiết, huyện Thọ Xương; nay thuộc Hà Nội. Sau khi đỗ Giải nguyên năm Quý Dậu (1813), ông được bổ chức quan, lần lượt trải đến chức Tri phủ Thiên Trường (1829). Sau vì một chuyện lôi thôi trong kiện tụng mà vợ ông có dính líu, ông bị bắt giam, nhưng trốn được. Nhờ Nguyễn Công Trứ bấy giờ đang làm Tán tương quân vụ ở Lạng Giang che chở, nên ông đến ẩn tu tại đây. Tác phẩm Quan Âm Thị Kính được ông sáng tác vào lúc cuối đời, đã thể hiện phần nào tâm sự u uất của ông. Ngoài ra,trong gia phả tại chùa Bổ Đà ghi, sư cụ Nguyễn Đình Cấp dựa vào phong cảnh trang Tiên Lát (chùa Bổ Đà) để mô tả ngôi chùa trong cốt truyện Quan Âm Thị Kính.[2]
- Theo Gia phả họ Đỗ ở Bắc Ninh do Dương Xuân Thự cung cấp, thì truyện thơ Quan Âm Thị Kính do Đỗ Trọng Dư (1786 - 1868) sáng tác. Ông là người xã Đại Mão, huyện Siêu Loại, xứ Kinh Bắc; nay thuộc tỉnh Bắc Ninh. Đỗ Hương cống năm 1819, ông được bổ chức quan, lần lượt trải đến chức Tri phủ Quốc Oai. Ở đây, ông bị kiện là thu tiền của dân không hợp lệ nên bị bãi chức (vì xin một chức vị trong phủ không được, mà một nho sinh đã làm đơn kiện ông), phải về nhà dạy học. Chán nản với thế sự, ông soạn Quan Âm Thị Kính để tỏ nỗi lòng. Năm 1876, con ông là cử nhân Đỗ Trọng Vĩ chép lại, đến năm 1948, thì tác phẩm (bản bằng chữ Quốc ngữ) được in ra (trên bản in đề rõ là của Đỗ Trọng Dư).

Vấn đề tác giả, giáo sư Nguyễn Huệ Chi nêu quan điểm:
Chưa rõ hai giả thuyết trên, thuyết nào gần chân lý hơn. Cũng có thể cả hai người, Nguyễn Cấp vả Đỗ Trọng Dư đều có liên quan đến việc cho ra đời tác phẩm Quan Âm Thị Kính... Tuy nhiên có phần chắc Đỗ Trọng Dư là người soạn sau, vì bản in sớm nhất truyện thơ Quan Âm Thị Kính hiện còn là vào năm Tự Đức 21 (1868) .

### Tác phẩm
Căn cứ văn bản giáo sư Dương Quảng Hàm giới thiệu tại lần ấn hành duy nhất đến nay của Nhà xuất bản Văn Học, Hà Nội năm 1961, thì truyện gồm 786 câu lục bát.
- Quan Âm chính văn tân truyện (觀音正文新傳): Ấn bản chưa rõ năm, chất lượng khá nhất, hiện lưu trữ tại Viện Nghiên cứu Hán Nôm, Đại học Yale lưu hành bản chép lại.
- Quan Âm chú giải tân truyện (觀音註觧新傳): Thịnh Văn Đường tàng bản năm 1886, hiện lưu trữ tại Viện Nghiên cứu Hán Nôm, Thư viện Quốc gia Việt Nam lưu hành bản chụp vi tính.
- Quan Âm tống tử bản hạnh (觀音送子本行): Quán Văn Đường tàng bản năm 1894, hiện lưu trữ tại Viện Nghiên cứu Hán Nôm, Đại học Yale giữ một bản chép lại.

Tổng cộng 9 ấn bản, mấy cuốn mất trang.

## Nội dung
Truyện cốt tả đức từ bi nhẫn nhục của bà Thị Kính để lý giải vì sao bà hóa Quan Âm.

Tượng Quan Âm an tọa, chùa Sẻ, Hiệp Hạ, Hà Nội.

- Hồi I: Thị Kính phải oán lần đầu và đi tu (câu 1→370)

Xưa có sư ông đắc đạo sắp thành Phật, nhưng lỡ "thoáng tà tâm" vào nữ sắc mà hỏng mất. Đức Thích Ca bèn thử lần chót, mới cho đầu thai làm cô Thị Kính con Mãng ông nghèo hèn nhu nhược nhất làng. Sau Thị Kính được gia đình gả cho anh học trò Thiện Sĩ con họ Sùng khá nhất làng bên. Một hôm, Thiện Sĩ học khuya, mệt quá mà thiếp đi. Thị Kính đang ngồi khâu áo thì thấy cằm chồng có cái râu mọc ngược, vớ dao toan cắt đi. Chồng giật mình hốt hoảng tỉnh giấc, nghi ngờ vợ hãm hại mình, bèn hô hoán. Sùng ông, Sùng bà trong buồng chạy ra, gán ngay cho thị tội sát chồng hòng kiếm nàng dâu con nhà phú quý hơn. Thị Kính bị đánh mắng rồi đuổi về với cha mẹ, phẫn chí mới giả trai xin vào chùa Vân tu hành, được ban pháp danh Kính Tâm. Có một dị bản khác, sau khi gả Thị Kính cho Thiện Sĩ cũng là lúc Mãng ông qua đời, từ đó Thị Kính mồ côi cả cha lẫn mẹ. Trước lúc có ý định giả trai để nương nhờ nơi cửa Phật, Thị Kính toan treo cổ tự vẫn mà không thành. 
1. Phật tổ
2. Thị Kính
3. Thiện Sĩ
4. Mãng ông
5. Sùng ông
6. Sùng bà

- Hồi II: Thị Kính phải oán lần hai và hoàn tục (câu 371→692)

Vùng ấy có ả Thị Mầu con phú ông sẵn tính lẳng lơ. Một hôm đội oản lên chùa, Mầu nom tiểu Kính Tâm rồi thốt mê, nhưng dầu ả ra sức ghẹo mà sư vẫn làm ngơ. Vì đưa tình không được, ả sinh quẫn, mới mắc tội ăn nằm với tên nô. Việc đến tai hào lý, làng bèn điệu Mầu ra đình tra khảo, cũng để lấy cái phần bắt vạ ăn khoán. Nhân đấy, ả đổ riệt cho tiểu Kính Tâm. Kính Tâm bị chức dịch phạt đòn, ép phải nuôi lấy đứa con rơi. Sư cụ vì sợ điều tiếng mà đuổi Kính Tâm khỏi tam quan.
1. Tiểu Kính Tâm
2. Thị Mầu
3. Thằng nô
4. Phú ông
5. Mẹ đốp
6. Xã trưởng
7. Đồ điếc
8. Bói mù
9. Hương câm
10. Sư cụ

- Hồi III: Thị Kính tẩy oán và hóa kiếp (câu 693→786)

Đẻ được đứa con trai xong, Thị Mầu đem vứt trước cổng chùa. Tiểu Kính Tâm nhận về nuôi, hàng ngày đi xin sữa cho nó ăn. Được ba năm khi đứa trẻ chập chững, Kính Tâm lao lực quá mà mất, lúc hấp hối còn kịp để một bức thư cho cha mẹ. Xem thư, người nhà mới hay những oan khiên, bèn xin chùa lập đàn chay cầu đảo. Lúc liệm thi hài, tăng ni mới vỡ lẽ Kính Tâm là phận gái. Đức Thích Ca xét Kính Tâm đã tu thành chính quả, bèn cho siêu thăng làm Quan Âm, tục gọi Quan Âm Thị Kính.
1. Tiểu Kính Tâm
2. Thị Mầu
3. Mãng ông
4. Sư cụ
5. Phật tổ
6. Đứa bé

## Ảnh hưởng

### Tục bản

Trích đoạn chèo "Thị Màu lên chùa" trong vở chèo Quan Âm Thị Kính

Quan Âm Thị Kính vốn thuộc nhóm tác phẩm được soạn cho mục đích biểu diễn sân khấu, nhưng do điều kiện xã hội Việt Nam từ Pháp thuộc về trước chưa có điều kiện dàn dựng sân khấu quy mô lớn, nên các nhà trò thường chỉ chọn diễn vài phân cảnh hoặc thuần túy là màn độc thoại của nhân vật nào. Mãi đến thập niên 1950, trong bối cảnh nghệ thuật sân khấu được đặt lên hàng ưu tiên phát triển văn hóa cấp quốc gia, mới có các đoàn nghệ thuật tại địa phận Việt Nam Cộng hòa dựng nguyên tuồng, ghép thêm lời nhạc và giai điệu cách tân. Đặc biệt, vở chèo Oan bà Thị Kính của ban Phụng Minh được chính phủ thâu băng phát cho các đại sứ quán hải ngoại làm quà đãi khách quốc tế và quảng bá văn hóa cổ truyền. Tại Việt Nam Dân chủ Cộng hòa, thập niên 1960, lão nghệ sĩ Trùm Thịnh đã gia công chắp các tích trò và câu ca phổ biến nhất thành vở chèo Quan Âm Thị Kính hoàn chỉnh. Ngay sau đó, trường Ca kịch Dân tộc đưa vở này cùng vở Tấm Cám vào giáo trình, buộc mọi sinh viên ban chèo phải biết diễn xuất trước khi thành nghề.
Thập niên 1990, lần đầu tiên Nhà hát Kịch Việt Nam cải biên Quan Âm Thị Kính sang thoại kịch. Nội dung là phần kế cốt truyện truyền thống, nhưng lược bỏ cái chết của tiểu Kính Tâm và mượn các yếu tố tác phẩm Lan và Điệp. Nguyên rằng, Thiện Sĩ hối hận, bèn bổ đi khắp nơi tìm vợ. Khi gặp tiểu Kính Tâm rồi, chàng nhận ra và thuyết phục, song Kính Tâm nhất mực cự tuyệt. Một hôm, Thị Mầu tình cờ quen Thiện Sĩ dưới gốc đa đầu làng, bèn mê mẩn và xin cha cho chàng ở rể. Đến hôm cưới, sư cụ dắt đứa trẻ nay đà lớn khôn tới dự, Mầu nhận ra con mình, sự việc vỡ lở và Thiện Sĩ hủy hôn bỏ về nhà. Ít lâu sau, tiểu Kính Tâm vì nuôi con "tu hú", cảm mạo mà mất, hóa Quan Âm. Sùng Thiện Sĩ thi đỗ tiến sĩ, được bổ tri huyện, bèn sai người cất một ngôi chùa thờ Quan Âm Thị Kính.
Cũng trong thập niên 1990, Nhà hát Tuổi Trẻ dựa theo những yếu tố phổ biến của Quan Âm Thị Kính để dựng một vở kịch lấy bối cảnh sau Khởi nghĩa Yên Bái đến trước thềm Cách mạng Tháng Tám, nhân vật ni cô là chiến sĩ cách mạng cải trang, có mối tình với một anh con nhà chài tên Bờ, người này cắt máu ăn thề với một nghĩa sĩ Yên Bái rồi bỏ nhà đi làm cách mạng, rốt cuộc cứu ni cô khỏi bị kẻ xấu giết oan. Đến thập niên 2000, đạo diễn Lê Hùng lại đặt hàng tác giả Lê Chí Trung chắp bút vở Giải oan Thị Mầu. Thoại kịch đầy yếu tố trào lộng sâu cay, trong đó, khắc họa mối thâm tình Thị Mầu - anh nô, tính cách láu táu của mẹ đốp, thói trưởng giả tham tàn của phú ông cùng những kệch cỡm lố lăng của bọn hào lý. Nhân vật tiểu Kính Tâm chỉ xuất hiện với vai trò phụ diễn và làm nổi bật cá tính nhân vật Thị Mầu. Ngoài ra tại Mỹ, tác phẩm được ông Phạm Quân Phan chuyển soạn opera và được Hiệp hội Sáng tạo Nghệ thuật và Âm nhạc Việt Mỹ (Vietnamese American Society for Creative Arts and Music, VASCAM) bảo trợ trình diễn lại Musco Center thuộc Viện Đại học Chapman tại quận Cam, Nam Cali tháng 3 năm 2018.
- Quan Âm (đĩa nhạc 1930, hãng Asia)
- Quan Âm Thị Kính[7] (phim truyện 1956, kịch bản và đạo diễn Nguyễn Thành Châu, Mỹ-Vân điện-ảnh công-ti)
- Thị Kính (phim truyện thập niên 1980, Hãng phim truyện Việt Nam)
- Ăn vạ (phim hài Tết Xuân Hinh 2007, đạo diễn Phạm Đông Hồng, Công ty cổ phần Nghe nhìn Thăng Long)
- Nỗi oan Thị Mầu (hài kịch 2006-7, biên kịch Nguyễn Ngọc Ngạn, Paris By Night 85)

### Nhận xét
- GS. Nguyễn Huệ Chi:

Nhân vật Thị Kính từ lâu đã trở thành một điển hình sắc sảo cho số phận của người phụ nữ trong xã hội cũ, nơi tập trung chồng chất mọi nỗi bất công, oan nghiệt. Và thông qua cuộc đời Thị Kính, bức tranh ngang trái đầy mâu thuẫn của xã hội phong kiến thời tác giả sống, hiện lên thật rõ nét...
Thêm vào đó, bút pháp viết truyện của tác giả thật già dặn, lời thơ nhiều chỗ điêu luyện, chải chuốt (châm biếm hóm hỉnh, như khi nói về Thị Mầu; dồi dào cảm xúc như khi nói về cái chết của Thị Kính) nên càng tăng sức phổ biến của tác phẩm (câu thành ngữ "Oan như Thị Kính" quen thuộc của người Việt đã chứng tỏ sức sống của câu chuyện)... Tuy nhiên, triết lý "nhẫn nhục" cũng đã làm cho truyện thiếu đi một sức phản kháng cần thiết.
- GS. Thanh Lãng:

Tư tưởng trong Quan Âm Thị Kính là tư tưởng Phật giáo. Đời là một bể khổ mà mỗi người là một con thuyền vô trạo, một cánh bèo trôi giạt ở bến mê. Đời Thị Kính là một thí dụ. Đời buồn là thế, chúng sinh muốn hết khổ thì phải tìm đến con đường tu hành. Do vậy, luân lý của truyện có thể tóm lại ở câu:
Nhân sinh thành Phật dễ đâu,
Tu thân, cứu khổ, rồi sau mới thành.
Về mặt nghệ thuật, từ đầu đến cuối, truyện rất ly kỳ và mạch lạc, có những đoạn gây hồi họp, thắc mắc... Nhưng đi vào chi tiết, ở một đôi chỗ có hơi máy móc, như đoạn tả nỗi oan mưu giết chồng... Câu văn Quan Âm Thị Kính là thứ văn tôn giáo, thanh đạm và trang nghiêm. Tuy nhiên, có nhiều đoạn tả cảnh, tả tình rất tinh tế tỏ ra cái tài của tác giả. Nói tóm lại, văn ở đây tuy không bay bướm nhưng không phải là thứ văn tầm thường, nó đáng liệt vào những tác phẩm có giá trị .
- GS. Phạm Thế Ngũ:

Truyện Quan Âm Thị Kính chính là một lời cảnh báo cho những người chọn con đường thanh nhàn khi đi tìm tới đạo Phật. Để đắc đạo, người ta phải chỉ chịu khổ hạnh, mà còn phải chịu những oan ức bất công nữa... Như Thị Kính, oan uổng đến vậy mà không hề oán trách trời và số phận, chỉ lấy từ tâm mà chiến thắng cảnh ngộ...
Chữ rằng nhẫn nhục nhiệm hòa,
Nhẫn điều khó nhẫn mới là chân tu.
Ngoài ra ở truyện, ta cũng có thể nhận ra cái thuyết "tài sắc phong trần". Thị Kính bị oan ức, bị quấy rầy, chẳng qua vì nàng có tài sắc hơn người:
Trời sinh tài sắc làm chi,
Hoa thơm bướm cũng có khi bận lòng...
Về hình thức, tình tiết truyện có chỗ gò ép, như việc hiểu lầm của Thiện Sĩ, đã gây ra cái oan thứ nhất. Cái oan thứ hai với Thị Mầu được xây dựng khéo hơn... Văn của truyện thường mộc mạc, giản dị, chịu ảnh hưởng của văn Kiều.

### Tư liệu
- Tư vấn tác phẩm Quan Âm Thị Kính
- Oan Thị Mầu và Oan Thị Kính